# Diacilglicerol difosfatna fosfataza
Diacilglicerol difosfatna fosfataza (EC 3.1.3.81, DGPP fosfataza, DGPP fosfohidrolaza, DPP1, DPPL1, DPPL2, PAP2, pirofosfatna fosfataza) je enzim sa sistematskim imenom 1,2-diacil-sn-glicerol 3-fosfat fosfohidrolaza. Ovaj enzim katalizuje sledeću hemijsku reakciju
1,2-diacil--glicerol 3-difosfat + 2O {\displaystyle \rightleftharpoons } 1,2-diacil--glicerol 3-fosfat + fosfat
Ovaj bifunkcionalni enzim katalizuje defosforilaciju diacilglicerol difosfata do fosfatidata i naknadnu defosforilaciju fosfatidata do diacilglicerola.

## Literatura
- Nicholas C. Price; Lewis Stevens (1999). Fundamentals of Enzymology: The Cell and Molecular Biology of Catalytic Proteins (Third изд.). USA: Oxford University Press. ISBN 019850229X.
- Eric J. Toone (2006). Advances in Enzymology and Related Areas of Molecular Biology, Protein Evolution (Volume 75 изд.). Wiley-Interscience. ISBN 0471205036.
- Branden C; Tooze J. Introduction to Protein Structure. New York, NY: Garland Publishing. ISBN 0-8153-2305-0.
- Irwin H. Segel. Enzyme Kinetics: Behavior and Analysis of Rapid Equilibrium and Steady-State Enzyme Systems (Book 44 изд.). Wiley Classics Library. ISBN 0471303097.

## Spoljašnje veze
- Diacylglycerol+diphosphate+phosphatase на 